# 138,6 mm/45 Model 1893
138,6 mm/45 Model 1893 — 138,6-миллиметровое корабельное артиллерийское орудие, разработанное и производившееся в Франции. Состояло на вооружении ВМС Франции. Им были вооружены броненосцы Анри IV, «Бувэ», а также броненосцы типа «Шарлемань». Кроме того ими вооружались броненосный крейсер «Жанна д’Арк», бронепалубные крейсера «Гишен» и «Шаторено». Его дальнейшим развитием стало орудие 138,6 mm/55 Model 1910.